# معجون (الفيوم)
قرية معجون هي إحدى القرى التابعة لمركز أطسا في محافظة الفيوم في جمهورية مصر العربية. حسب إحصاءات سنة 2006، بلغ إجمالي السكان في معجون 3446 نسمة، منهم 1782 رجل و1664 امرأة.